# تايرون دوني
تايرون دوني (بالإنجليزية: Tyrone Downie)‏ هو عازف الأرغن وعازف بيانو جامايكي، ولد في 20 مايو 1956 في جامايكا.

## وصلات خارجية
- تايرون دوني على موقع IMDb (الإنجليزية)
- تايرون دوني على موقع ميوزك برينز (الإنجليزية)
- تايرون دوني على موقع أول ميوزيك (الإنجليزية)
- تايرون دوني على موقع ديسكوغز (الإنجليزية)